# Tadeusz Traczyk
Tadeusz Traczyk (ur. 14 listopada 1921 w Rozniszewie, zm. 6 lutego 2013 w Warszawie) – polski matematyk, specjalista w zakresie algebry. 

## Życiorys
Studiował na Wydziale Matematycznym Uniwersytetu Warszawskiego, magisterium obronił w 1950. 25 czerwca 1959 w Instytucie Matematyki Polskiej Akademii Nauk obronił pracę doktorską, jego promotorem był prof. Roman Sikorski, równocześnie został członkiem Polskiego Towarzystwa Matematycznego. W 1963 uzyskał stopień doktora habilitowanego i został pracownikiem naukowym Wydziału Fizyki Technicznej i Matematyki Stosowanej Politechniki Warszawskiej, rok później został kierownikiem Katedry Matematyki prodziekanem Wydziału Chemicznego i piastował tę funkcję do 1969. W 1969 został wiceprezesem Oddziału Warszawskiego Polskiego Towarzystwa Matematycznego i zajmował to stanowisko przez rok, a następnie do 1973 był zastępcą dyrektora Instytutu Matematyki. Od 1978 do 1984 zajmował na Wydziale Fizyki Technicznej i Matematyki Stosowanej stanowisko kierownika Zakładu Algebry i Zakładu Metod Algebraicznych.
Był zasłużonym pedagogiem, autorem podręczników akademickich i specjalistą w zakresie algebry Boole’a i Posta.
Został odznaczony Krzyżem Kawalerskim Orderu Odrodzenia Polski oraz laureatem nagród.
Pochowany na Cmentarzu Wojskowym na Powązkach (kwatera D18-L09-8).